# 南方波鱼
南方波鱼（学名：Rasbora steineri）又名斯氏波魚、頭條波魚，为鲤科波鱼属的鱼类。分佈於寮國的南馬河流域，越南的中部、北部和中國東南部。在中国，分布于香港、广西明江、龙江、广东连江、滃江、海南南渡江、万泉河等。该物种的模式产地在海南岛。
南方波魚屬於小型魚類，常見體長一百毫米以下，魚體長而側扁；頭短小而尖突；口裂向上傾斜，下頜前端稍外突，且有一突起與上頜凹陷對相嵌；無鬚。最明顯的特徵就是魚體上有一條黑色的縱帶和一條明顯彎向腹方位於體下側的彎曲側線。由於早在距今六千五百萬年至兩千三百萬年前的老第三紀就已出現，比最早的人類南方古猿還要早數千萬年，所以被譽為是「活化石」。

## 外部連結
- Fishbase[永久]